# Nerkin Khndzoresk
Nerkin Khndzoresk ou Nerqin Khndzoresk (en arménien Ներքին Խնձորեսկ) est une communauté rurale du marz de Syunik en Arménie. En 2008, elle compte 312 habitants.